# Кузьменко Дмитро Олександрович
Дмитро́ Олекса́ндрович Кузьме́нко (народився 16 жовтня 1979) — полковник, Управління державної охорони України.
Станом на 2015 рік служить офіцером з особливих доручень Департаменту забезпечення службової діяльності Управління державної охорони України, проживає у Києві.

## Нагороди
- 15 липня 2014 року — за особисту мужність і героїзм, виявлені у захисті державного суверенітету та територіальної цілісності України, вірність військовій присязі, відзначений — нагороджений орденом «За мужність» III ступеня.
- Указом Президента України № 741/2019 від 10 жовтня 2019 року за «особисту мужність і самовіддані дії, виявлені у захисті державного суверенітету та територіальної цілісності України» нагороджений орденом «За мужність» II ступеня[2].
- Орден Данила Галицького[3]